# Scandalo del Burning Sun
Lo scandalo del Burning Sun (버닝썬 게이트?, Beoningsseon ge-iteuLR; Burning Sun gate), anche conosciuto come scandalo del club Burning Sun o Burning Sun gate, è uno scandalo sessuale avvenuto nel 2019 a Seul, in Corea del Sud. Ha coinvolto diverse celebrità, idol e personale di polizia, configurandosi come il maggior scandalo che abbia colpito l'industria k-pop, influenzando l'immagine dei suoi artisti. Le accuse di crimini sessuali commessi nell'ambito dello scandalo si sono aggiunte al fenomeno molto diffuso in Sud Corea delle "molka", ovverosia la distribuzione online di video che riprendono donne in atti sessuali senza il loro consenso, e hanno alimentato una discussione tra i partiti politici su come gestire la questione.
Lo scandalo del Burning Sun non si limita agli eventi che si sono verificati all'interno del club stesso, ma riguarda anche lo scandalo delle chat su KakaoTalk utilizzate dagli accusati per la condivisione di sextape illegali e una serie di scandali che hanno colpito l'agenzia di intrattenimento coreana YG Entertainment.

## Storia
L'origine dello scandalo fu l'aggressione di Kim Sang-kyo al Burning Sun, famoso nightclub di Gangnam, da parte di un dipendente del club. L'aggressione venne riportata da MBC Newsdesk il 28 gennaio 2019 e diede il via alle indagini della polizia che portarono ad accuse di favoreggiamento della prostituzione e di appropriazione indebita. Seungri, membro del gruppo k-pop Big Bang ed uno dei direttori esecutivi del club, rilasciò una dichiarazione il 2 febbraio nella quale si scusò per l'aggressione e disse di non essere stato presente al momento della stessa. Successivamente si dimise dall'industria dell'intrattenimento l'11 marzo dopo essere stato accusato di corruzione sessuale.

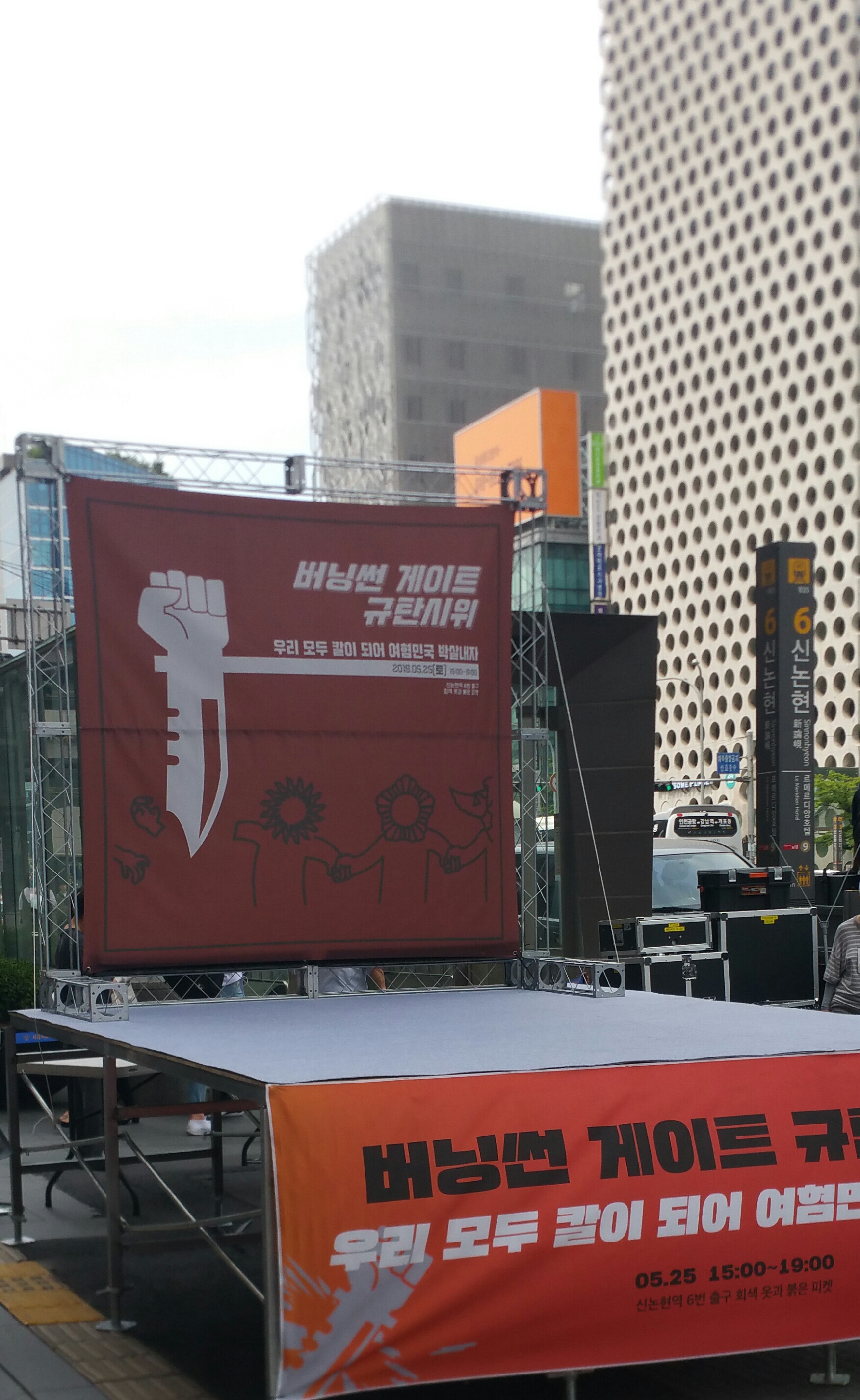
Protesta condotta contro il club Burning Sun, Seul 6, Gangnam, 25 maggio 2019.

Nello scandalo successivamente vennero incluse accuse di stupro e telecamere nascoste verso il cantante ed intrattenitore Jung Joon-young, quando questi si dimise dall'industria dell'intrattenimento il 12 marzo confessando di avere ripreso in segreto rapporti sessuali e di avere poi condiviso i video senza il consenso delle donne interessate. Mentre SBS funE indagava sullo scandalo, scoprì alcune sue conversazioni e dei video condivisi in chat di gruppo o individuali su KakaoTalk risalenti al 2015 e al 2016. Queste chat includevano varie celebrità, compreso Seungri. Nelle chat veniva utilizzato un linguaggio forte e fortemente discriminatorio nei confronti delle donne. Proprio per questo l'8 marzo, giornata internazionale della donna, lo scandalo portò ad una protesta a Gangnam contro il Burning Sun e contro gli altri nightclub, denunciando una cultura sudcoreana che tratta le donne come meri oggetti sessuali.
La gravità dello scandalo e la forte reazione dell'opinione pubblica indussero il presidente sud-coreano Moon Jae-in a ordinare un'indagine approfondita, comprendendo altri due casi passati simili: quello riguardante il vice ministro della giustizia Kim Hak-ui che nel 2013 era stato accusato di stuprare donne e apparire in video con esse, e il caso del suicidio dell'attrice di Kkotboda namja Jang Ja-yeon per via della lettera di suicidio, lasciata dalla stessa, nella quale riportava di essere stata costretta ad avere rapporti sessuali con persone della sua agenzia.
Nel corso delle indagini ci furono molte accuse a personaggi dello spettacolo e a forze dell'ordine. Tra le celebrità, vennero coinvolti Yong Jun-hyung degli Highlight, Choi Jong-hoon degli FT Island, Lee Jong-hyun dei CNBLUE, Roy Kim e Eddy Kim. Il 13 novembre, Jung Joon-young, Choi Jong-hoon, i dipendenti del Burning Sun Kim e Kwon e il direttore dell'intrattenimento Heo parteciparono al loro nono processo per aggressione sessuale di gruppo presso il tribunale del distretto centrale di Seoul. I pubblici ministeri chiesero sette anni di prigione per Jung, cinque per Choi e Heo, dieci per Kim e Kwon. Jung fu inoltre accusato di aver filmato segretamente e distribuito filmati illegali di donne. I pubblici ministeri richiesero anche un divieto della durata di dieci anni di lavorare con o intorno a minori nei confronti di tutti e cinque i trasgressori.
Il 29 novembre 2019, la corte condannò Jung a sei anni di carcere e Choi a cinque, oltre ad ottanta ore di terapia per assalitori sessuali e a cinque anni di divieto di lavorare con o intorno a minori per entrambi. Non fu prevista la libertà vigilata. Il giudice disse che "gli imputati hanno trattato le donne come semplici oggetti di piacere sessuale", "commettendo crimini di stupro di gruppo e aggressione sessuale" e "condividendo i loro atti con i conoscenti in una chat", e che il danno causato alle vittime era "irreparabile". Sia Jung che Choi piansero all'annuncio delle sentenze. Anche gli altri tre imputati furono condannati: Kim a cinque anni di carcere, Kwon a quattro, mentre Heo ricevette una sospensione condizionale della pena, due anni di libertà vigilata e 160 ore di servizi alla comunità.

## Effetti sull'industria dell'intrattenimento
Tra il 25 febbraio e il 15 marzo 2019, cinque tra le principali compagnie d'intrattenimento coreane persero il 17,52%, con il loro valore di mercato in discesa da 3,35 a 2,76 trilioni di won. Il valore delle azioni calò per le tre agenzie di management più importanti: la YG Entertainment (agenzia di Seungri) perse il 24,8%, la SM Entertainment il 20% e la JYP Entertainment il 5,5%; un ulteriore 20% venne perso da Cube Entertainment e FNC Entertainment. L'11 aprile, con lo scandalo ancora sotto indagine, gli esperti del settore dell'intrattenimento pubblicarono però previsioni di crescita su base annua per le tre grandi etichette, mentre altri aggiunsero che era improbabile che l'affidamento finanziario del K-pop su YouTube fosse influenzato dallo scandalo. Tuttavia, il 16 settembre, il valore delle azioni della YG Entertainment si era quasi dimezzato rispetto al 7 gennaio.
La YG Entertainment fermò tutte le vendite di merchandise relativo a Seungri, mentre le reti televisive cancellarono gli episodi dei programmi nei quali sarebbero dovuti apparire lui e Jung Joon-young. Il 12 giugno un nuovo scandalo colpì la YG Entertainment poiché B.I., membro del suo gruppo Ikon, ammise di aver cercato di acquistare dell'LSD nel 2016. Ancora sotto l'attenzione dei media per via di Seungri e del Burning Sun, l'agenzia rescisse il proprio contratto con B.I. e il CEO Yang Hyun-suk rassegnò le dimissioni alla luce di alcune accuse di collusione con la polizia per coprire il reato. La YG poco tempo dopo fu nuovamente citata dai media per evasione fiscale e gioco d'azzardo, considerato illegale per i cittadini coreani anche se praticato al di fuori della Corea del Sud.
I festival EDM di Seul annullarono tutti i dopo-festa del 2019 nel distretto di Gangnam, dove sorgeva il Burning Sun, a causa delle indagini, e i night club della zona videro un immediato calo del numero di turisti cinesi, seguito da un declino generale della clientela. I bar che si erano registrati come ristoranti generici, dove ballare è proibito, per pagare meno tasse, vennero sottoposti ad un severo monitoraggio da parte della polizia e affissero cartelli che invitavano i clienti a non ballare. A ottobre il Ministero dell'Europa e degli affari esteri francese pubblicò un rapporto informativo per i turisti diretti in Corea del Sud, raccomandando prudenza nel frequentare i club di Hongdae, Itaewon e Gangnam.
Dopo la comparsa di voci in Internet sul possibile coinvolgimento di diverse attrici nello scandalo, Go Joon-hee, che era gestita dalla YG Entertainment nel 2015, prima obiettò sui social, poi querelò per diffamazione dodici internauti, mentre Han Hyo-joo ne denunciò trentatré. Altre attrici e le rispettive agenzie negarono le supposizioni e intrapresero delle azioni legali: almeno sette individui (tra cui degli universitari, un disoccupato, alcuni operai edili e un cittadino statunitense) vennero arrestati e indagati.
Il film sudcoreano del 2019 Quantum Physics, incentrato su uno scandalo per droga che colpiva delle celebrità in un night club, modificò alcune scene che erano state girate al Burning Sun prima della sua chiusura.
Una retrospettiva a cura di Matthew Campbell e Sohee Kim pubblicata a novembre da Bloomberg Businessweek segnalò come l'industria K-pop avesse in generale ignorato lo scandalo, con "nessuna richiesta organizzata di un miglior comportamento da parte delle celebrità maschili né discussioni serie su un rinnovamento del modo in cui vengono educati gli idol". Venne citato un ex dirigente della SM Entertainment, Jeong Chang-hwan, che aveva parlato dell'impatto implicito dello scandalo come di "un'enorme lezione su cosa non fare. Il miglior insegnante per i giovani idol è vedere altri idol che restano coinvolti in uno scandalo e scompaiono dall'industria".